# Catherine Willoughby
Catherine Willoughby, duchesse de Suffolk, suo jure 12e baronne Willoughby de Eresby (née le 22 mars 1519 - morte le 19 septembre 1580), est une aristocrate anglaise de la cour des rois Henri VIII, Édouard VI et de la reine Élisabeth Ire.
Elle est la quatrième épouse du duc de Suffolk, qui a été son tuteur légal après son mariage à Marie Tudor, la sœur cadette d'Henri VIII. Son second époux est Richard Bertie, son cousin. À la mort de Charles Brandon en 1545, le bruit courut que le roi Henri, encore marié à Catherine Parr, envisageait de divorcer pour épouser Catherine.
Ouvertement favorable à la Réforme anglaise, elle part en exil sous le règne de la reine Marie, d'abord à Wesel puis dans la république des Deux Nations.

## Famille
Catherine Willoughby, née à Parham Old Hall dans le Suffolk, le 22 mars 1519, et baptisée dans l'église locale quatre jours plus tard, était la fille de William Willoughby par sa deuxième épouse, Maria de Salinas. La première femme de Lord Willoughby, Mary Hussey, fille de William Hussey, Chief Justice of the King's Bench, étant morte sans enfants en 1512, le baron épouse en juin 1516 Maria de Salinas, fille de Don Martin de Salinas et de Dona Josepha Gonzales de Salas. Maria de Salinas est une dame de compagnie et l'une des plus proches amies de la reine consort Catherine d'Aragon. Le chef de la Maison de Salinas en Castille est Don Juan de Salinas Sanchez de Velasco, Mayorazgo de la Casa de Salinas en 1517, Senor de la Casa de la Vinuela, Pariente Mayor de Vizcaya dont le successeur est en 2013, Don Rodrigo de Villamor Salinas, Duc de Salinas de Rosio et Mayorazgo de la Casa de Salinas. Le roi se félicite qu'un de ses courtisans épouse lui aussi une Espagnole, et il va jusqu'à baptiser l'un de ses navires de guerre la Mary Willoughby. Il paraît clair que le choix du prénom de la fille de Lord Willoughby, Catherine, est un hommage à la reine, mais l'amitié de Maria de Salinas envers Catherine d'Aragon n'empêche pas Catherine Willoughby d'être persécutée pour sa foi par la suite.
Catherine a deux frères, Henry et Francis, morts prématurément.

## Ses débuts à la cour
Selon l'historienne britannique C. Goff, Catherine passe sans doute ses premières années à Parham, car sa mère est sans cesse à la cour auprès de la reine, Catherine d'Aragon. Catherine n'a encore que sept ans lorsque le 14 octobre 1526, Lord Willoughby meurt à Hertford dans le Suffolk. En tant que fille unique, Catherine hérite du titre de baronne. Son père détenait quelque trente manoirs dans le Lincolnshire, et à peu près autant dans les duchés de Norfolk et de Suffolk, toutes ces propriétés représentant une rente annuelle de 900 £ ce qui fait de la fillette « l'une des plus grosses héritières de sa génération. » Mais cet héritage lui est disputé de nombreuses années, la polémique portant sur la liste des propriétés destinées aux parents masculins ; la succession se trouve d'ailleurs compliquée par un codicille que Lord Willoughby a dressé avant de partir en Picardie rejoindre l'armée anglaise pour la campagne de 1523. En 1527 un oncle de Catherine, Christopher Willoughby, accuse sa belle-sœur, Maria de Salinas, d'avoir soustrait des documents attestant de ses droits sur plusieurs domaines, et ainsi de l'avoir dépossédé d'une partie de ses propres biens.
À la mort de son père, Catherine devient pupille du roi, qui revend cette charge le 1er mars 1528 à son beau-frère, Charles Brandon. Devenu tuteur légal, le duc de Suffolk prend d'emblée en main la querelle de succession en expédiant une lettre de remontrances au cardinal Wolsey, et cette intervention met un terme aux exigences de Christopher Willoughby : ce dernier écrit à Wolsey que la colère du Cardinal « lui était plus douloureuse que la mort ».
Catherine aurait été d'abord fiancée à Henry Brandon (†1534), fils de Charles Brandon et de Marie Tudor. Celle-ci meurt à Westhorpe, dans le Suffolk, le 25 juin 1533, et le 21 juillet la jeune Catherine est l'une des pleureuses à ses funérailles. Dès 1531, le bruit courait à la cour d'Anne Boleyn, que le duc de Suffolk avait lui-même des vues sur Catherine, et six semaines après la mort de sa troisième femme, l’ambassadeur impérial, Eustache Chappuis, confie à Charles Quint :
« Dimanche prochain, le duc de Suffolk épousera la fille d'une dame espagnole du nom de Lady Willoughby. Elle était promise au fils du duc, mais ce dernier n'a que dix ans, et bien qu'il ne vaille pas la peine d'écrire à Votre Majesté pour l'informer de cela, la chose est d'une telle nouveauté que je la mentionne. »
Bien que Suffolk soit alors âgé de 49 ans et Catherine de seulement 14, le ménage s'avère solide. L’héritage Willoughby ne devait être attribué que sous le règne de la reine Élisabeth Ire, mais Suffolk parvient à contraindre Christopher Willoughby de lui abandonner la possession de certaines terres, ce qui fait de lui le plus grand propriétaire foncier du Lincolnshire. En tant que tel, il joue un rôle important dans l'apaisement des rébellions du Lincolnshire en 1536, et se fait construire une imposante résidence à Grimsthorpe, dont Catherine hérite à la mort d’Élisabeth de Vere, comtesse douairière d’Oxford.
Suffolk et sa jeune duchesse ont deux fils, Henry Brandon, né le 18 septembre 1535, et Charles Brandon, né en 1537 ou 1538. Son mariage fait entrer Catherine dans la famille royale, car par testament Henri VIII a rangé les enfants de sa sœur Marie au second rang de succession au trône après ses propres enfants. Ce sont le duc et la duchesse de Suffolk que le roi charge d'accueillir officiellement sa nouvelle épouse, Anne de Clèves, à son arrivée en Angleterre en 1539, et encore en 1541 ils arrangent les détails d'un voyage royal pour le roi et une nouvelle reine, Catherine Howard. Ce voyage devait rester dans les mémoires pour l’adultère de Catherine avec un courtisan, Thomas Culpeper, et cela bien que la résidence du duc au château de Grimsthorpe soit « l'une des rares étapes... où Catherine Howard ne se fût pas signalée par son inconduite. »

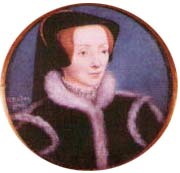
Miniature de Catherine Willoughby par Hans Holbein le Jeune.

## Sa personnalité et ses convictions religieuses
Réputée pour son sens de la répartie, ses plaisanteries mordantes et sa passion pour le savoir, la duchesse de Suffolk s'impose dans les dernières années du règne d'Henri VIII comme l'un des principaux partisans de la Réforme anglaise. Elle devient l’amie de l'ultime épouse du roi, Catherine Parr, surtout après la mort du duc de Suffolk en 1545, et exerce sur elle une profonde influence religieuse. En 1546, comme les professions de foi de la reine devenaient controversées, le roi ordonne son arrestation, quoique fasse sa femme pour l'amadouer. Un jour, la duchesse de Suffolk donne un banquet à l'issue duquel elle déclare que l’évêque Gardiner est l'homme qu'elle déteste le plus. Elle appelle son épagneul « Gardiner », déchaînant l'hilarité des courtisans chaque fois qu'elle appelle l'animal. Des années plus tard, sous le règne d’Édouard VI, alors que Gardiner est emprisonné, on rapporte qu'elle déclara « Les agneaux se sont réjouis quand on a enfermé le loup. »
Le duc de Suffolk meurt le 22 août 1545, et le bruit court que le roi envisageait de faire de la duchesse (qui n’est encore âgée que d'une vingtaine d'années) sa septième épouse. En février 1546, Van der Delft écrit : « J'hésite à me faire l'écho des rumeurs touchant un changement de reine. Certains l'attribuent à la stérilité de la reine actuelle, d'autres disent qu'il n'y aura pas de changement avant la fin de la guerre. On parle beaucoup de Madame Suffolk et elle est en grande faveur ; mais le roi ne manifeste aucun changement dans son comportement envers la reine, bien qu'on dise qu'elle soit fâchée de la rumeur. » Pourtant l'amitié des deux Catherine tient bon, et à la mort d’Henri VIII en 1547, la duchesse subventionne l'édition d'un des livres de Catherine Parr, The Lamentation of a Sinner. Elle devient la mécène de John Day, le premier éditeur de livres religieux d'Angleterre ; Day imprime de nombreux livres portant les armoiries de la duchesse de Suffolk à partir de 1548. Dès 1550, la duchesse participe à la création d'église du Refuge pour les protestants, principalement des Pays-Bas espagnols, qui fuient les persécutions sur le Continent.

## Conséquences de la mort d’Henri VIII
Lorsque Catherine Parr meurt en couches, la duchesse de Suffolk s'occupe de sa fille, Marie Seymour. Mais la lettre où la duchesse demande à William Cecil des subsides pour l'entretien de la princesse est le dernier document où l'enfant soit mentionné. Des années plus tard, la duchesse devient aussi tutrice d'une de ses petites nièces de la famille Brandon, Marie Grey, lorsque celle-ci est arrêtée pour s'être mariée sans approbation royale.
En 1551, les deux fils de la duchesse, alors étudiants de Cambridge, meurent l'un et l'autre à une heure d'intervalle de la suette. Quatre mois plus tard, alors qu'elle tente de se remettre de ce drame personnel, Catherine écrit à William Cecil : « En vérité je considère que ce dernier châtiment de Dieu (et clairement le plus dur et le plus amer) n'est pas le moindre de ses bienfaits, et cela d'autant plus que je n'ai jamais été si bien instruite par quiconque avant de reconnaître sa puissance, son amour, et sa clémence, ainsi que ma propre misère, et cette condition dépravée que sans lui j’endurerais ici-bas » En se consolant de son malheur, cruelle mise à l'épreuve de sa foi, Catherine entame une nouvelle vie. Désormais elle fait de Hugh Latimer son chapelain. Elle se remarie par amour avec Richard Bertie (25 décembre 1516 – 9 avril 1582), un homme de sa suite partageant ses convictions religieuses, et quoiqu'on continuât à l'appeler la duchesse de Suffolk, ses efforts pour faire reconnaître son mari comme Lord Willoughby de Eresby demeurent vains. En 1555, sous le règne de la reine Marie, les Berties tombent sous le coup des Persécutions mariales et doivent s'exiler sur le Continent. On peut lire le récit des persécutions que Stephen Gardiner, l’évêque de Winchester et Lord Chancellor, exerce à leur encontre ainsi que leur errance à travers le royaume dans l’édition de 1570 des Actes et Monuments, sur la foi probable du propre témoignage de Richard Bertie lui-même. À leur retour en Angleterre, ils retrouvent le château de Catherine, Grimsthorpe dans le Lincolnshire, ainsi que leur rang à la cour. De Richard Bertie, Catherine a Peregrine Bertie, qui épouse Mary de Vere, l'unique sœur de sang de Edward de Vere, ainsi que Susan Bertie, qui épouse d'abord Reginald Grey, puis John Wingfield, un neveu de Bess de Hardwick.

## Hommages littéraires
L’exil de Catherine et de Richard Bertie tisse la trame d'une ballade de Thomas Deloney, The Dutchess of Suffolk's Calamity, publiée avant 1607, ainsi que celle d'un drame de Thomas Drue, The Life of the Duchess of Suffolk (1624). Le remariage de Catherine avec l'un de ses domestiques et sa persécution est aussi l'une des clefs de la tragédie La Duchesse d'Amalfi de John Webster.
Dans la série historique Les Tudors, son personnage est interprété par Rebekah Wainwright mais elle y est appelée Catherine Brooke, et sa biographie a été librement adaptée.